# Villardompardo
Villardompardo é um município da Espanha, na província de Xaém, comunidade autónoma da Andaluzia. Tem 17,47 km² de área e em 2021 tinha 956 habitantes (densidade: 54,7 hab./km²). Pertence à Comarca Metropolitana de Xaém, e limita com os municípios de Torredelcampo, Torredonjimeno e Escañuela.